# Носач авиона Нимиц (CVN-68)
Носач авиона Нимиц (CVN-68) (engl. USS Nimitz (CVN-68)) је амерички носач авиона на нуклеарни погон. Нимиц је први носач авиона у својој класи и један од највећих ратних бродова на свијету. Име је добио по Честеру В. Нимицу, команданту Пацифичке флоте за вријеме Другог свјетског рата. Нимиц је једини носач авиона у класи који у имену не садржи пуно име особе по којој је добио име, већ само презиме. Такође је једини носач авиона у класи који је добио име по некоме ко није био изабрани функционер у Сједињеним Америчким Државама. Изграђен је у бродоградилишту Newport News Shipbuilding, а поринут је 3. маја 1975.
Нимиц је у прву мисију кренуо 7. јула 1976. Исте године добио је награду „Battle "E"“ као најефикаснији и најбржи носач авиона у Атлантској флоти.